# Hendiadyoin
Der Ausdruck Hendiadyoin [ˌhɛnˌdiaˌdy'ɔʏn] (Plural die Hendiadyoin; altgriechisch ἓν διὰ δυοῖν hen dia dyoin, deutsch ‚eins durch zwei‘, selten auch Hendiadys) „ist in der rhetorischen und linguistischen Theorie nicht einheitlich definiert.“
- In der antiken Stilistik „handelt es sich um eine Umformung einer unterordnenden Substantiv-Adjektiv-Verbindung [oder Genitivkonstruktion], die [in gleicher Bedeutung] beiordnend mit „und“ hergestellt wird.“[1][3] In der lateinischen Sprache gibt es zahllose Beispiele hierfür[4]. Auch im Griechischen trifft man die Konstruktion öfter an.[5] „In der neueren Sprache, auch im Deutschen, kommt das Hendiadyoin [in diesem Sinne] nur sehr selten, [nämlich] als wörtliche Übernahme lateinischer Konstruktionen vor.“[1][6]
- In den neueren Sprachen „tendiert die Bedeutung des Begriffs [vielmehr] in Richtung Synonymverbindung: Als rhetorische Figur zur Intensivierung wird ein Gedanke durch zwei im selben Wortfeld[!] liegende Wörter vermittelt, die durch „und“ verknüpft sind.“[1]

Alle weiteren Ausführungen in diesem Artikel beziehen sich lediglich auf den Begriff Hendiadyoin in dieser letzten Bedeutung.

## Beschreibung
Das Hendiadyoin ist im Regelfall ein feststehender Ausdruck (Phraseologismus), also eine Paar- oder Zwillingsformel. Hendiadyoin-Konstruktionen können nach unterschiedlichen Mustern gebildet sein:
- als phraseologische Verbindung zweier annähernd gleichbedeutender Begriffe (wie bei „Grund und Boden“, „nie und nimmer“)
- als phraseologische Verbindung zweier ähnlicher Begriffe, die gemeinsam einen (neugebildeten) Begriff bezeichnen (beispielsweise „Feuer und Flamme“ = begeistert)
- als beiordnende Verbindung zweier Substantive, die zusammen einen einzigen Gegenstand bezeichnen (wie „Haus und Hof“ = das ganze Anwesen).

In manchen Fällen ist eines der beiden Wörter allein ungebräuchlich geworden (semantisch verdunkelt), beispielsweise frank [und frei], rank [und schlank], klipp [und klar].
Phraseologismen wie das Hendiadyoin werden im Deutschen oft in Form einer Alliteration gebildet: Die Paarwörter beginnen mit dem gleichen Laut (wie „frank und frei“, „klipp und klar“). Ebenso finden sich Paare, die ein Homoioteleuton bilden, also in den Wortendungen übereinstimmen (wie „rank und schlank“).
Die Verknüpfung der beiden Bestandteile im Hendiadyoin kann tendenziell als attributiv beschrieben werden. Das bedeutet, die Verbindung hat in der Tendenz den Charakter einer erläuternden und verdeutlichenden, teils auch sinnverändernden Beiordnung. In Abgrenzung zur Tautologie bilden üblicherweise beim Hendiadyoin erst beide Bestandteile zusammen die eigentliche Bedeutung des Ausdrucks (beispielsweise „Hab und Gut“ für „Besitz“). Bei der Tautologie haben dagegen die beiden Wortbestandteile auch schon für sich allein genommen die gleiche Bedeutung wie der gesamte Ausdruck, der als Ganzes nur eine rhetorische Verstärkungsfunktion erfüllt (zum Beispiel „Art und Weise“). Dies wäre ein Spezialfall der Synonymik, also eine Verbindung bedeutungsgleicher Ausdrücke. Ein attributiver Gebrauch (also ein Hendiadyoin) liegt aber auch dann vor, wenn einer der Wortbestandteile die Gesamtbedeutung des Ausdrucks bereits allein in sich trägt und der zweite nur verstärkend hinzutritt (zum Beispiel „klipp und klar“, was so viel wie völlig klar bedeutet, oder „geschniegelt und gestriegelt“, da auch „geschniegelt“ allein bereits in der übertragenen Bedeutung von herausgeputzt benutzt werden kann).
Allerdings ist die Abgrenzung zur Tautologie häufig schwierig, da auch unvollständige Synonyme aneinandergereiht werden und klangliche, rhetorische oder stilistische Kriterien für die Prägung einer begrifflichen Reihung oft die größere Rolle spielen, sodass Wortbedeutungsgesichtspunkte in den Hintergrund treten können oder semantische Unstimmigkeiten in Kauf genommen werden. Bei ursprünglich sondersprachlichen Wendungen sind die Bestandteile oft auch nur im Rückgriff auf historische oder fachsprachliche Verhältnisse des Entstehungskontextes in ihrem Sinngehalt exakt zu unterscheiden und wirken für den heutigen Verwender wie Synonyme. Daher haben Hendiadyoin mitunter auch stark tautologischen Charakter. Besonders in der Rechtssprache fassen hendiadyoinische Paarformeln häufig zwei eng verwandte, aber dennoch historisch oder formal zu unterscheidende Begriffe zu einem Topos zusammen.

## Beispiele
- ab und zu (Gesamtbedeutung „manchmal“)
- alt und krank (Gesamtbedeutung „altersschwach“)
- in Amt und Würden (Gesamtbedeutung „amtierend“)
- in Bausch und Bogen (aus dem Papiermacherhandwerk; Gesamtbedeutung „ausnahmslos ohne Unterschied“)
- auf Biegen und Brechen (Gesamtbedeutung „unter allen Umständen“)
- unter Dach und Fach (aus dem Zimmermannshandwerk; Gesamtbedeutung „erledigt“)
- dies und das (Gesamtbedeutung „Verschiedenes“)
- mit Fug und Recht (Gesamtbedeutung „mit voller Berechtigung“)
- Feuer und Flamme (Gesamtbedeutung „begeistert“)
- geschniegelt und gestriegelt (aus der Pferdepflege: „schniegeln“ heißt die Mähne mit Löckchen versehen; Gesamtbedeutung „herausgeputzt“)
- gesund und munter (Gesamtbedeutung „körperlich und geistig fit“)
- Hab und Gut (Gesamtbedeutung „sämtlicher Besitz/Eigentum“)
- Haus und Hof (Wohn- und Wirtschaftseigentum; Gesamtbedeutung „Existenzgrundlage“)
- hieb- und stichfest (Gesamtbedeutung „unwiderlegbar, gegen alle Angriffe geschützt“)
- Herz und Hand (Gesamtbedeutung: Begeisterung, die in die Tat umgesetzt wird)
- Hinz und Kunz (Bezug auf Heinrich und Konrad als verbreitete Vornamen; Gesamtbedeutung „jedermann“)
- Ja und Amen (Gesamtbedeutung „vorbehaltlose Zustimmung“)
- kreuz und quer (Gesamtbedeutung „durcheinander“)
- Kind und Kegel (ursprünglich rechtssprachliche Sammelbezeichnung ehelicher und nichtehelicher Abkömmlinge = „sämtliche Nachkommenschaft“)
- klipp und klar (Gesamtbedeutung „unmissverständlich“)
- laut und deutlich (Gesamtbedeutung „unüberhörbar“)
- Leib und Leben (Gesamtbedeutung „die vitale körperliche Unversehrtheit eines Menschen betreffend“)
- Lug und Trug (Gesamtbedeutung „bösartige Täuschung“)
- Lust und Laune (Gesamtbedeutung „nach Belieben“)
- mit Mann und Maus (Gesamtbedeutung: „mit allen lebenden Wesen“)
- Mord und Totschlag (Gesamtbedeutung „Gewaltexzess“)
- Nacht und Nebel (vgl. Nacht-und-Nebel-Erlass)
- mit Pauken und Trompeten (Gesamtbedeutung „feierlich, mit großem Pomp“ oder „ganz und gar“)
- Rang und Namen (Gesamtbedeutung „bekannte und angesehene Personen“)
- Rat und Tat (rechtssprachliche Paarformel „auxilium et consilium“, die Pflicht des Lehnsmannes zur tätigen und ideellen Unterstützung des Lehnsherrn beschreibend; Gesamtbedeutung „jegliche Form der Unterstützung“)
- recht und billig (rechtssprachliche Paarformel „iuste et aeque“, dem allgemeinen Gesetz und der Billigkeit – Einzelfallgerechtigkeit – entsprechend; Gesamtbedeutung „richtig und angemessen“)
- Recht und Ordnung (Gesamtbedeutung „gesetzmäßige Ordnung“)
- in Reih und Glied (Gesamtbedeutung „total geordnet“, eigentlich „quer zur Marschrichtung  sowie parallel dazu auf Linie“)
- richtig und wichtig (Gesamtbedeutung „voll zu bejahen, unterstützenswert“)
- Schall und Rauch (bekanntes Zitat aus Goethes Faust; Gesamtbedeutung „belanglos, nicht von Dauer“)[8]
- mit Schimpf und Schande (Gesamtbedeutung „unehrenhaft“)
- auf Schritt und Tritt (Gesamtbedeutung „ständig und überall“)
- über Stock und Stein (Gesamtbedeutung: „durch unwegsames Gelände“)
- Treu und Glauben (rechtssprachliche Paarformel; Gesamtbedeutung „gewissenhaft und ohne böse Absichten“)
- Tür und Tor (Gesamtbedeutung „alle Zugänge“)
- Wind und Wetter (Gesamtbedeutung: „alle Wetterphänomene“)

Tautologisch oder schwer von Tautologien zu unterscheiden sind:
- angst und bange (Gesamtbedeutung „angsterfüllt“)
- Art und Weise (streng genommen ist die Art einer Sache, die Weise einem Geschehen zugeordnet)
- einzig und allein (streng genommen begrifflich unterscheidbar)
- frank und frei (scheinbare Tautologie, Gesamtbedeutung „unverblümt“)
- Gelaufe und Gerenne (Tautologie)
- Grund und Boden (tautologisch wirkender Rechtsausdruck, Gesamtbedeutung „Grundstück“)
- mit Hängen und Würgen (begrifflich unterscheidbar; Gesamtbedeutung: „mit äußerster Mühe“ oder „mit knapper Not“)
- mit Mühe und Not (streng genommen begrifflich unterscheidbar)
- Hilfe und Beistand (rechtssprachliche Paarformel, im Ergebnis tautologisch)
- nie und nimmer (Gesamtbedeutung „zu keiner Zeit“, weder bisher noch in Zukunft)
- Ort und Stelle (scheinbare Tautologie, Gesamtbedeutung „genaue Stelle am gegebenen Ort“ oder auch „direkt vor Ort“)
- schlicht und einfach (tautologischer Pleonasmus)
- voll und ganz (tautologischer Pleonasmus)

## „Hendiatris“
Den Spezialfall einer feststehenden Formel aus drei Sprachelementen bezeichnet die englische Sprachwissenschaft als hendiatris („eins durch drei“). Der Ausdruck ist im Deutschen allerdings eher ungebräuchlich, man verwendet hier in der Regel den allgemeineren Begriff Drillingsformel.
Beispiele:
- Wein, Weib und Gesang
- heimlich, still und leise
- Jubel, Trubel, Heiterkeit
- Pleiten, Pech und Pannen
- Friede, Freude, Eierkuchen
- Nepper, Schlepper, Bauernfänger
- Blut, Schweiß und Tränen

## „Hendiatetris“, „Hendiatetrakis“
Der Spezialfall einer feststehenden Formel aus vier Sprachelementen wird in der romanischen Sprachwissenschaft als hendiatetris oder hendiatetrakis („eins durch vier“) bezeichnet. Auch dieser Ausdruck ist im Deutschen ungebräuchlich, zumal es in der deutschen Umgangssprache dafür kaum Beispiele gibt. Ein geläufiges Beispiel für eine hendiatetrische Vierlingsformel wäre „frisch, fromm, fröhlich, frei“ (mit der Gesamtbedeutung „unbefangen“).